# Rochefortia
Rochefortia là một chi thực vật thuộc họ Dót (Ehretiaceae) hoặc trong phân họ Ehretioideae thuộc Boraginaceae nghĩa rộng.
Chi này được Olof Swartz (1760-1818) mô tả năm 1788 dựa trên các mẫu vật thu được từ Jamaica. Tên chi để vinh danh tác giả kiêm tu sĩ người Pháp Charles de Rochefort (1605-1683), tác giả cuốn sách Histoire naturelle et morale des Îles Antilles de l'Amérique... avec un vocabulaire Caraïbe phát hành lần đầu năm 1658.

## Đặc điểm
Rochefortia bao gồm các cây bụi hay cây gỗ thường xanh cao 1,5-10m (R. spinosa) nhưng cũng có dạng dây leo (R. lundellii). Tất cả các loài đều có gai độc nhất vô nhị phát triển hoặc là từ lá bắc hoặc là từ các chồi ngắn. Các gai này chủ yếu là dạng đơn, nhưng ở các loài tại Cuba và Jamaica như R. cubensis, R. oblongata hay R. stellata) thì chúng chẻ đôi. Lá tụ lại thành chùm, đôi khi so le hoặc gần đối. Cuống lá 0,05-2,0 cm. Hoa đơn tính khác gốc, đối xứng tỏa tia, 4 vòng, bộ 5, đơn tính, nhỏ, tràng hoa đường kính 0,4-0,7 cm. Ống đài ngắn, 5 thùy hình trứng ngược hoặc tam giác. Tràng hoa màu trắng hay vàng, đôi khi điểm xanh lục ánh trắng. Quả dạng quả hạch không nứt, gần tròn đường kính 0,6-0,7 cm.

## Phân bố
Rochefortia phân bố hạn chế trong khu vực Caribe và khu vực đại lục cận kề. Cuba là trung tâm đa dạng với 4 loài. Phần lớn mọc trên các loại đất đá hoặc có tính kiềm với lớp đá vôi, trong khí hậu khô hoặc chỉ ẩm theo mùa, tương đối gần biển và ở độ cao nhỏ.

## Các loài
Bao gồm các loài:
- Rochefortia acanthophora (DC.) Griseb., 1862: Môi trường sống là cây bụi duyên hải ở độ cao dưới 300 m (đôi khi tới 1.200 m), ngang qua các đảo trong vùng Caribe, từ Haiti ở phía tây đến Guadeloupe ở phía đông. Có nhiều ở Cộng hòa Dominica, Puerto Rico và quần đảo Virgin.
- Rochefortia bahamensis Britton, 1907 (đồng nghĩa: Rochefortia cuneata subsp. bahamensis): Các vùng đất cây bụi, đồi đá và rìa bụi rậm, ở độ cao hơi cao hơn mực nước biển trong khu vực quần đảo Bahamas, có thể có ở miền tây Cuba.
- Rochefortia barloventensis Irimia & Gottschling, 2015: Hạn chế trong các khu rừng khô duyên hải tới cao độ 125 m trong khu vực Tiểu Antilles.
- Rochefortia cubensis Britton & P.Wilson, 1920: Đất đá vôi và xecpentin trong rừng khô và các bụi rậm ven biển ở độ cao tới 600m tại Cuba và Jamaica.
- Rochefortia cuneata Sw., 1788 (đồng nghĩa: R. ovata Sw., 1788, R. acrantha Urb., 1908): Đất đá vôi duyên hải ở cao độ tới 600m tại Jamaica và có thể có ở Haiti và Cộng hòa Dominica.
- Rochefortia lundellii Camp, 1942: Mexico, Trung Mỹ, tây Cuba trên đất chua và đất đá vôi ở cao độ tới 1.400m.
- Rochefortia oblongata Urb. & Ekman, 1929: Trong vùng bình nguyên chịu ảnh hưởng của thủy triều và các vùng cây bụi khô. Đặc hữu miền đông Cuba ở cao độ tới 300m.
- Rochefortia spinosa (Jacq.) Urb., 1915: Trong các rừng khô lá sớm rụng duyên hải, các rừng ẩm vừa và cao, cách vách đá khô dốc đứng và đất đá vôi ở cao độ tới 1.300m tại miền bắc Nam Mỹ.
- Rochefortia stellata Britton & P.Wilson, 1920: Các khu rừng duyên hải và bụi rậm trêddaaats đá vôi và xecpentin, ở độ cao tới 600m. Đặc hữu miền đông và nam Cuba.